# اورینت (داکوتای جنوبی)
اورینت(به انگلیسی: Orient) شهری در ایالت داکوتای جنوبی کشور ایالات متحده آمریکا است که جمعیت آن در سرشماری سال ۲۰۱۰ میلادی، ۶۳ نفر بوده‌است.